# Placido Maria Tadini
Placido Maria Tadini, O.C.D., italijanski duhovnik, škof in kardinal, * 1759, † 22. november 1847.

## Življenjepis
21. septembra 1782 je prejel duhovniško posvečenje.
13. avgusta 1829 je bil imenovan za škofa Bielle in 18. oktobra istega leta je prejel škofovsko posvečenje.
28. oktobra 1831 je bil imenovan za apostolskega administratorja Genove in 2. julija 1832 za nadškofa Genove.
6. aprila 1835 je bil povzdignjen v kardinala in imenovan za kardinal-duhovnika S. Maria in Traspontina.